# Ludwik Veltzé

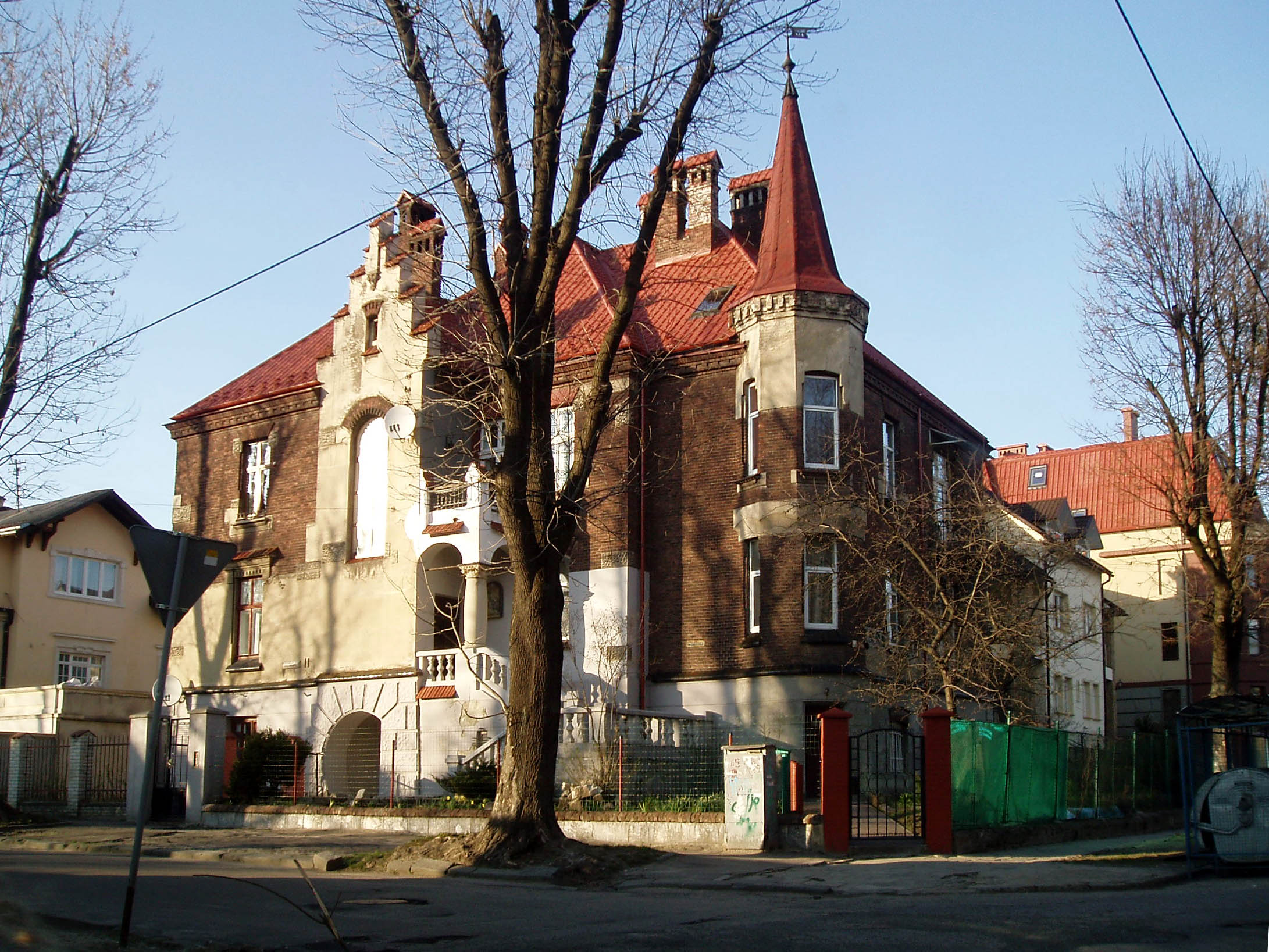
Willa przy ulicy E. Orzeszkowej 11, Lwów

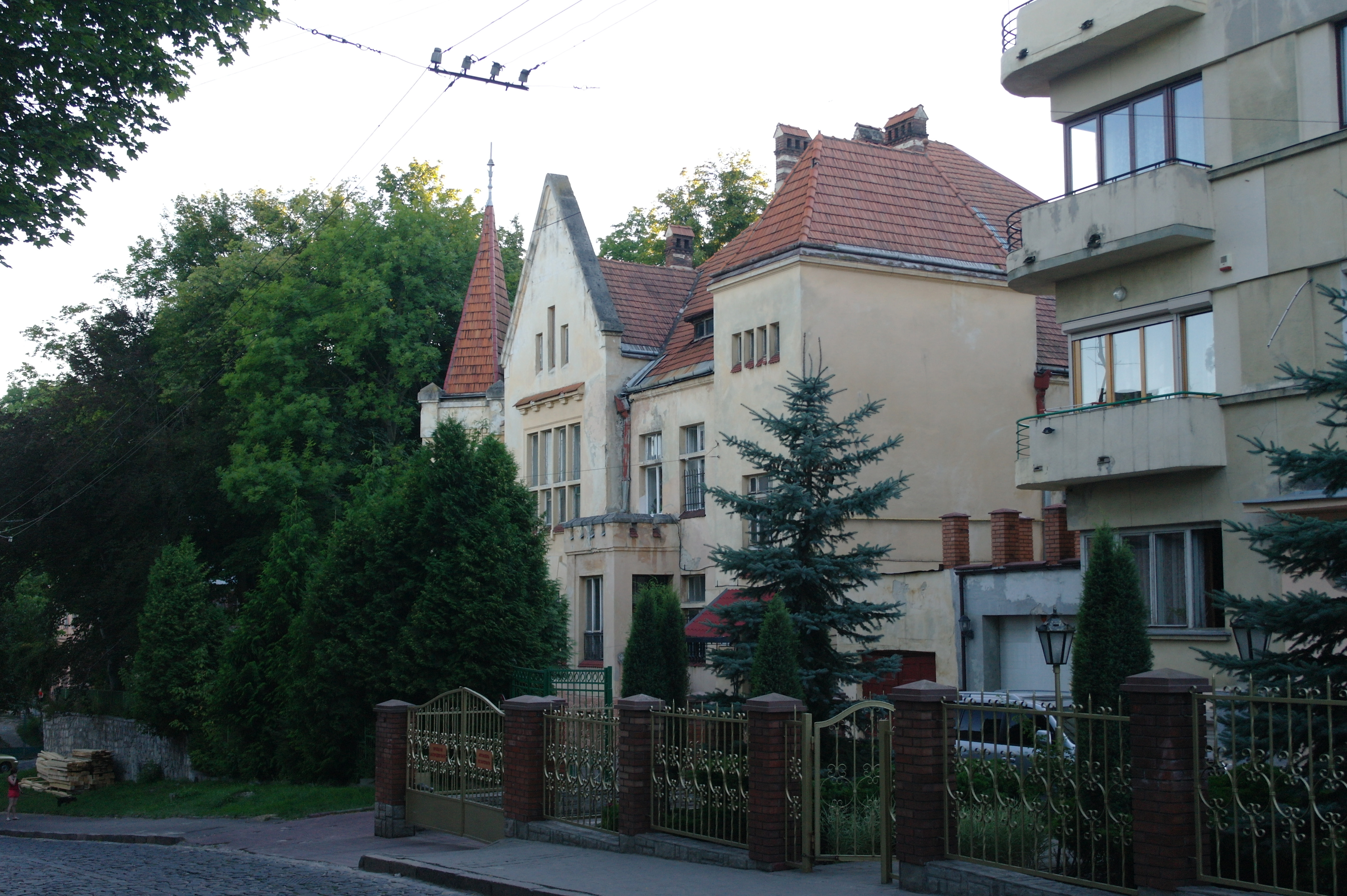
Willa przy ulicy Mychajła Drahomanowa 58 (M. Mochnackiego), Lwów

Ludwik Erazm Veltzé (ur. 1871 we Lwowie, zm. po 1939) – polski architekt związany ze Lwowem.

## Życiorys
W 1888 ukończył szkołę średnią i rozpoczął naukę w Szkole Przemysłowej, gdzie uczył się snycerstwa. W księgach szkolnych w kolejnym roczniku brakuje jego nazwiska i nie jest znany dalszy przebieg jego edukacji. Pierwszym zaprojektowanym przez niego budynkiem był gmach szkoły średniej zrealizowany w 1904 na zamówienie profesora Jana Niemca przy ulicy Dmytra Witowskiego 36 (Pełczyńskiej 28). Prawdopodobnie jego projekty realizowano już wcześniej, ale nie firmował ich swoim nazwiskiem. Były to budynki w stylu romantycznej secesji, często z dachem krytym czerwoną dachówką i basztą. Mieszkał i prowadził biuro architektoniczne we Lwowie przy ulicy Jewhena Konowalca 54 (29 Listopada).

## Dorobek architektoniczny
- Budynek szkolny przy ulicy Dmitra Witowskiego 36 (Pełczyńska 28) /1904/;
- Willa w stylu romantycznej secesji przy ulicy Elizy Orzeszkowej 11/Gipsowej 26 /1907/;
- Secesyjna kamienica przy ulicy Zaryckich 8 (Obertyńska) /1907/;
- Willa Juliusza Makarewicza w stylu romantycznej secesji przy ulicy Mychajło Drahomanowa 58 (Maurycego Mochnackiego) przy Mychajła Kociubynskiego (Józefa Supińskiego), obecnie klinika psychiatryczna dla dzieci /1909/;
- Przebudowa pomieszczeń I piętra kamienicy pod filią Poczty Cesarsko-Królewskiej przy ulicy Ivana Fedorova 8 (Blacharska) /1910/;